# Tor Schreber von Schreeb

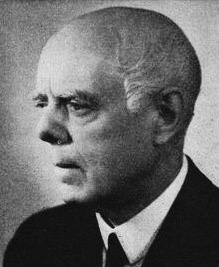
Tor Schreber von Schreeb.

Tor Gustaf Wilhelm Schreber von Schreeb, född 13 september 1882 i Värnamo, död 15 november 1965 i Stockholm, var en svensk statstjänsteman och vapenhistoriker.

## Biografi
Efter studentexamen i Halmstad 1901 blev von Schreeb 1902 anställd som kontorsskrivare vid Kungliga järnvägsstyrelsens kammarkontor, där han blev kontorschef 1931 och verkade fram till sin pensionering.
Med utgångspunkt i sina fritidsintressen utvecklade von Schreeb ett omfattande författarskap inom jakt-, vapen- och militärhistoria. Han var redaktör för Svenska vapenhistoriska sällskapets årsskrift.

## Familj
Tor Schreber von Schreeb var son till kommissionslantmätaren Wilhelm Schreber von Schreeb och dennes hustru Amalia, född Kruckenberg. Från 1924 var han gift med Lisa Normelli (1892–1989). De hade tre söner, däribland överste Hans von Schreeb och läkaren Tor von Schreeb. Han är jämte sina föräldrar och sin hustru gravsatt på Värnamo södra kyrkogård.